# Ballerups kommun
Ballerups kommun (danska: Ballerup Kommune) är en kommun i Region Hovedstaden på Själland i Danmark, cirka 15 kilometer nordväst om Köpenhamn. Kommunen har runt 48 475 invånare (2019) invånare.

## Socknar
| 1. Måløvs socken 2. Ballerups socken 3. Pederstrups socken 4. Skovlunde socken |

## Administrativ historik
Ballerups kommun bildades 1970 genom en sammanslagning av socknarna Ballerup, Måløv, Pederstrup och Skovlunde och tillhörde då Köpenhamns amt. Vid den danska kommunreformen 2007 förblev kommunen oförändrad.

## Geografi
Ballerups kommun gränsar i öster till Herlevs kommun, i norr till Furesø kommun, i väster till Albertslunds kommun och i söder till Glostrups kommun. Kommunens huvudort är Ballerup. Övriga orter är Måløv och Skovlunde.
I Idrætsbyen finns ett antal idrottsanläggningar samlade vid Danmarks enda inomhusvelodrom Ballerup Super Arena. Vidare finns fotbollsanläggningen Ballerup Idrætspark.

## Politik
Kommunen har socialdemokratisk majoritet. Jesper Würtzen har varit borgmästare sedan 2012.
Ballerup har varit en socialdemokratiskt ledd kommun sedan 1933. Vid kommunalvalet 21 november 2017 fick socialdemokraterna majoritet i kommunfullmäktige. Partiet har 16 platser i kommunfullmäktige, tillsammans med Enhedslistens två mandat och ett för Socialistisk Folkeparti har partierna i det röda blocket 19 av 25 platser. Det största borgerliga partiet är Venstre som har tre av de 25 platserna.

### Sognerådsformænd
(ordförande i sockenrådet, motsvarighet till kommunfullmäktige)
| Period    | Namn               | Parti             |
| --------- | ------------------ | ----------------- |
| 1933–1935 | Siegfried Petersen | Socialdemokratiet |
| 1935–1942 | Jens Smørum        | Socialdemokratiet |
| 1942–1952 | Ove Henry Hansen   | Socialdemokratiet |

### Borgmästare (majoritet)
| Period    | Namn                        | Parti             |
| --------- | --------------------------- | ----------------- |
| 1952-1967 | Ove Henry Hansen            | Socialdemokratiet |
| 1967–1981 | Kaj Henning Bedey Burchardt | Socialdemokratiet |
| 1982–2012 | Ove Ejnar Dalsgaard         | Socialdemokratiet |
| 2012-     | Jesper Würtzen              | Socialdemokratiet |

## Näringsliv
I kommunen finns bland annat Skandinaviens största godistillverkare Toms, läkemedelsföretagen LEO Pharma och Novo Nordisk, hörselhjälpmedelstillverkaren GN Store Nord och konsultföretaget WSP Danmark.